# Zsalugáter

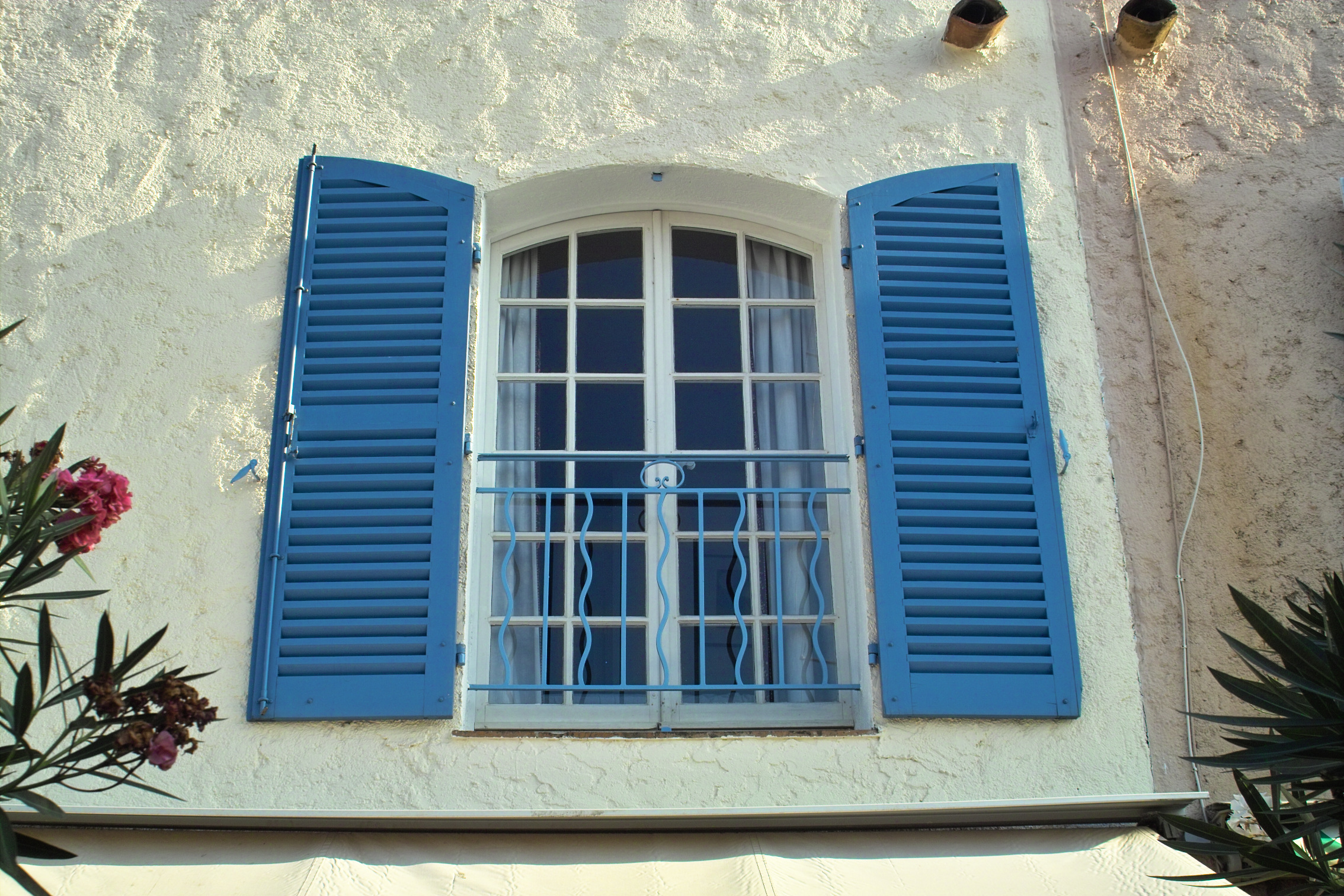
Zsalugáter nyitott állapotban

A zsalugáter (zsalu) az ablakok nyílószárnyainak elmozdítható, pontos illeszkedéssel zárható, eső és napfény ellen védő, de réses nyithatósága miatt szükség esetén napfényt is beengedő szerkezete.
Védi az ablakok üvegtábláit a mechanikai sérülésektől, egyúttal biztosítja a szellőzést úgy, hogy az ablakszerkezet csukva marad. Általában fából készül, de lehet lakatosmunka is vaslemezből. A magyar népi építészetben kisnemesi körökből terjedt el a polgárosodás jeleként, használata azonban nem vált általánossá.